# Реслейн, Фёдор Иванович
Фёдор (Фридрих) Иванович Реслейн (1760—1838) — русский воинский начальник, генерал-майор, начальник Казанского порохового завода.

## Биография
Фёдор Иванович родился в Санкт-Петербурге, в 1760 году, и был сыном доктора медицины и хирургии, лейб-хирурга И. Ф. Реслейна.
Вступив в военную службу в молодых годах, он участвовал в русско-турецкой войне 1787—1792 годов, в 1788 году был при взятии Очакова русскими войсками под командой Потёмкина, за что был награждён особым золотым крестом, установленным за это сражение. В 1793 году произведён в чин капитана, в 1798 году — в подполковники, в 1799 году — в полковники.
3 августа 1800 году он получил от Всероссийского императора Павла I командорский крест ордена Святого Иоанна Иерусалимского, а 6 июля 1804 года был переведён из 2-го артиллерийского батальона в гвардейский артиллерийский батальон, в котором командовал гвардейской ротой своего имени, и 26 ноября 1804 года был награждён орденом Святого Георгия 4-й степени (№ 1562 по кавалерскому списку Григоровича — Степанова).
В 1805 году Фёдор Иванович участвовал в походе в Австрию и был в сражении под Аустерлицем, а по возвращении в Россию, 26 апреля 1806 года был назначен командиром Казанского порохового завода, во главе которого оставался в течение около 25 лет. 7 ноября 1807 года он был произведён в генерал-майоры, 27 января 1809 года получил орден Святой Анны 2-й степени, в 1810 году был лейб-гвардии артиллерийского батальона генерал-майором, начальником артиллерийских гарнизонов Сибирского округа, управляющим Казанским пороховым заводом и присутствующим в учрежденной в Казани временной артиллерийской Комиссии.
В декабре 1826 года по Высочайшему повелению вместе со своими подчинёнными был предан военному суду «за разные противозаконные и вредные действия их по заводу». Высочайшим указом 21 августа 1830 года повелено было отставить Реслейна от службы и впредь к службе не определять.
Реслейн умер, будучи в отставке, 11 декабря 1838 года, в Казани, где и погребён на лютеранском кладбище.